# Commodo
Cesare Lucio Marco Aurelio Commodo Antonino Augusto, nato Lucio Elio Aurelio Commodo (in latino Lucius Aelius Aurelius Commodus; Lanuvio, 31 agosto 161 – Roma, 31 dicembre 192), è stato un imperatore romano, membro della dinastia degli Antonini; regnò dal 180 al 192. Come Caligola e Nerone, è descritto dagli storici come stravagante, crudele e depravato.
Figlio dell'imperatore filosofo Marco Aurelio, Commodo fu associato al trono nel 177, succedendo al padre nel 180. Avverso al Senato, governò in maniera autoritaria, esibendosi anche come gladiatore e in prove di forza, e facendosi soprannominare l'Ercole romano.
Durante i dodici anni di principato, nonostante la fama di despota, a Commodo sono anche riconosciuti dei meriti: per esempio esercitò un'ampia tolleranza religiosa, ponendo fine alle persecuzioni contro i cristiani dopo alcuni anni dall'ascesa al trono, le quali ricominciarono dopo la sua morte. Egli stesso praticò culti orientali e stranieri; il regno di Commodo diede anche un nuovo impulso alle arti, che si svilupparono rispetto all'arte dei primi Antonini. Durante il suo regno egli eresse vari monumenti celebranti le imprese del padre Marco Aurelio, tra i quali la Colonna Aureliana, e forse completò anche la statua equestre di Marco Aurelio che si trova oggi nei Musei Capitolini (una copia è esposta al centro della piazza del Campidoglio).
Amato dal popolo e appoggiato dall'esercito, ai quali aveva elargito consistenti somme di denaro, riuscì a mantenere il potere tra numerose congiure, finché non fu assassinato in un complotto di alcuni senatori, pretoriani e della sua amante Marcia, strangolato dal suo maestro di lotta, l'ex gladiatore Narcisso; l'assassinio portò al potere Pertinace. Sottoposto a damnatio memoriae dal Senato, fu riabilitato e divinizzato dall'imperatore Settimio Severo, che voleva ricollegarsi alla dinastia antoniniana cercando il favore dei membri superstiti della famiglia di Commodo e Marco Aurelio.

## Biografia

### Origini familiari e giovinezza (161-180)

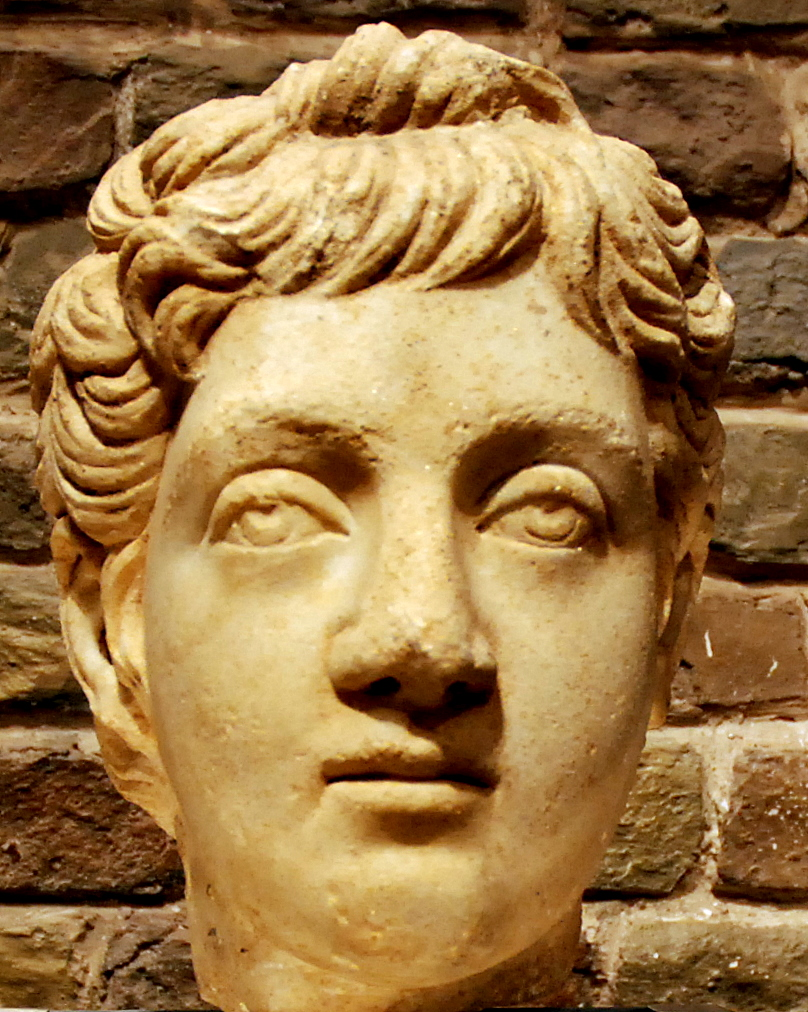
Commodo in età giovanile

Commodo, figlio del regnante imperatore Marco Aurelio, nacque come Lucio Elio Aurelio Commodo a Lanuvio, l'antica Lanuvium vicino a Roma. Aveva un fratello gemello, Tito Aurelio Fulvio Antonino, morto nel 165. Il 12 ottobre 166, Commodo fu nominato Cesare insieme al fratello minore, Marco Annio Vero Cesare; quest'ultimo morì nel 169, perciò l'unico figlio superstite rimase Lucio Aurelio Commodo.
Egli ricevette una buona istruzione da "un'abbondanza di buoni maestri" secondo le parole di Marco Aurelio. Nell'aprile del 175 Avidio Cassio, governatore della Siria, si dichiarò imperatore in seguito alla voce che Marco Aurelio fosse morto. Essendo stato riconosciuto imperatore dalla Siria, Palestina ed Egitto, Cassio portò avanti la sua ribellione nonostante Marco Aurelio fosse ancora in vita.
Durante i preparativi per la campagna contro Cassio, il principe assunse la sua toga sul fronte del Danubio il 7 luglio 175, entrando così ufficialmente nell'età adulta. Cassio, invece, fu ucciso da uno dei suoi centurioni prima che iniziasse la campagna contro di lui. Commodo accompagnò il padre in un lungo viaggio nelle province orientali, durante il quale visitò Antiochia. L'imperatore e il figlio si recarono anche ad Atene, poi tornò a Roma nell'autunno del 176. Marco Aurelio fu il secondo imperatore dopo Vespasiano ad avere un figlio proprio, e sembra fosse sua intenzione che Commodo divenisse il suo erede, nonostante da molto tempo gli imperatori, spesso senza figli maschi adulti, adottassero i loro eredi. Commodo fu l'unico dei molti figli maschi di Marco Aurelio a sopravvivergli (l'altro erede designato, Marco Annio Vero Cesare, era morto molto giovane, e ancora giovanissimo e lontano da Roma era l'unico nipote in vita, Tiberio Claudio Severo Proculo, nipote di Commodo che fu poi console sotto Settimio Severo, nonché suocero di Eliogabalo).
Il 27 novembre 176 Marco Aurelio conferì a Commodo il rango di Imperator, e nel 177, il titolo di Augusto, attribuendo al figlio la sua stessa posizione, e formalmente condivise il potere con lui. Il 23 dicembre dello stesso anno, ottenne la tribunicia potestas. Il 1º gennaio 177 Commodo divenne console per la prima volta, a 15 anni, il più giovane console nella storia romana fino a quel momento. Durante il regno assieme al padre, Commodo non commise stranezze né crudeltà. Sposò poi Bruzia Crispina prima di accompagnare suo padre ancora una volta al fronte del Danubio nel 178 contro i barbari, dove poi Marco Aurelio morì il 17 marzo 180, lasciando imperatore il diciannovenne Commodo.

### Ascesa al trono (180)

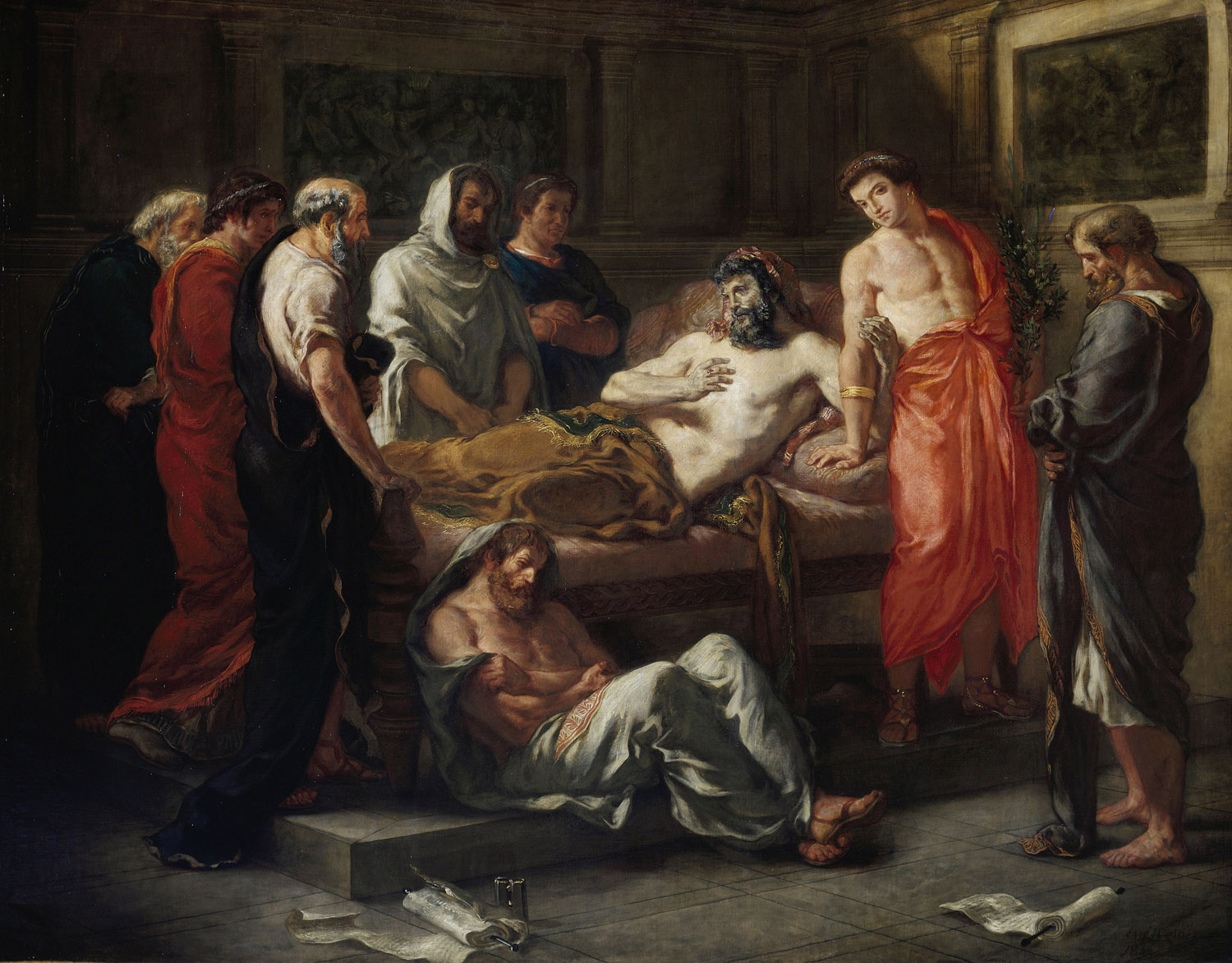
Eugène Delacroix, Ultime parole dell'imperatore Marco Aurelio, una rappresentazione moderna della morte di Marco: l'imperatore, al centro, siede a letto, circondato da amici e dignitari, e stringe il braccio di Commodo (a destra), vestito di rosso, sbarbato e abbigliato in maniera orientaleggiante, con orecchini e una corona, e che appare distante e poco interessato.

Dopo una nuova serie di vittorie decisive negli anni 178-179 contro Marcomanni e Quadi, il padre, Marco Aurelio, si ammalò gravemente nel 180, forse anch'egli colpito dalla peste che affliggeva l'impero da anni. Marco Aurelio morì il 17 marzo 180, a circa cinquantanove anni, secondo Aurelio Vittore nella città-accampamento di Vindobona (Vienna).
Secondo quanto riferisce Tertulliano, uno storico e apologeta cristiano suo contemporaneo, sarebbe invece deceduto sul fronte sarmatico, non molto distante da Sirmio (odierna Sremska Mitrovica, nell'attuale Serbia), che fungeva da quartier generale invernale delle sue truppe, in vista dell'ultimo assalto. Birley ritiene infatti che Marco potrebbe essere morto a Bononia sul Danubio (che per assonanza ricorda la località di Vindobona), venti miglia a nord di Sirmio.
Iniziando a stare male chiamò Commodo al capezzale e gli chiese per prima cosa di concludere onorevolmente la guerra, affinché non sembrasse che lui avesse "tradito" la Res publica. Il figlio promise che se ne sarebbe fatto carico, ma che gli interessava prima di tutto la salute del padre. Chiese pertanto di potere aspettare pochi giorni prima di partire. Marco, sentendo che i suoi giorni erano alla fine e il dovere compiuto, accettò da stoico una morte onorevole, astenendosi dal mangiare e bere, e aggravando così la malattia per permettergli di morire il più rapidamente possibile.
Il sesto giorno, chiamati gli amici e "deridendo le cose umane" disse a loro: "perché piangete per me e non pensate piuttosto alla pestilenza e alla morte comune? Se vi allontanerete da me, vi dico, precedendovi, statemi bene". Mentre anche i soldati si disperavano per lui, alla domanda su "a chi affidasse il figlio", rispose ai subordinati: "a voi, se ne sarà degno, e agli dèi immortali". Nel settimo giorno si aggravò e ammise brevemente solo il figlio alla sua presenza, ma quasi subito lo mandò via, per non contagiarlo.
Uscito Commodo, coprì il capo come se volesse dormire, come il padre Antonino Pio, e quella notte morì. Cassio Dione Cocceiano aggiunge che vi furono delle negligenze da parte dei medici, che avrebbero voluto accelerare la successione per compiacere Commodo, ma potrebbero essere solo dicerie. Marco Aurelio riteneva, a torto, che il figlio avrebbe abbandonato quel genere di vita così poco adatto a un princeps, assumendosi le necessarie responsabilità nel governare un Impero come quello romano.
E poiché Commodo non era pazzo, come molti sostennero, anche se amava esibirsi come gladiatore e in prove di forza, egli intelligentemente si assicurò subito la fedeltà dell'esercito e del popolo romano con ampie elargizioni (donativa e congiaria), governando così da vero e proprio monarca assoluto, al riparo dalle continue congiure del Senato e mantenendo il potere per dodici lunghi anni. In una di queste congiure venne coinvolta anche la sorella, Lucilla (oltre ad altri membri della famiglia, come il cognato e un nipote, figlio di Cornificia), che Commodo fece prima esiliare e poi uccidere (non invece il marito, Pompeiano, che preferì autoesiliarsi, e Cornificia). Un'altra sorella, Fadilla, fu invece, insieme al marito, una delle più fedeli consigliere del fratello. A conclusione del principato di Marco Aurelio, Cassio Dione scrisse un elogio all'imperatore, seppure descrivendo il passaggio a Commodo con dolore e rammarico:
(Cassio Dione, 72, 36.3-4.)

### Il Principato (180-192)
Tra i primi atti di Commodo vi fu, oltre alla divinizzazione del padre, la costruzione della grande colonna celebrativa delle vittorie del padre sulle genti barbariche del Nord.

#### Politica estera
Cominciò il suo regno con un trattato di pace sfavorevole concordato con le tribù dei Marcomanni, Quadi e Buri (tribù dei Germani), che erano state in guerra contro Marco Aurelio. Più tardi egli stesso intraprese guerre contro i Germani, riportando spesso parziali vittorie, per le quali inoltre pretendeva onori dal Senato. A differenza di quanto riportano alcuni storici Commodo non era però un pessimo stratega come poteva apparire.

#### Politica interna
Stabilì ricche ricompense per le delazioni, purché i delatori rivelassero vizi virtù e segreti di ogni senatore. Assillato dal pensiero che tutti cospirassero contro di lui, e molto spesso questi pensieri erano fondati, istituì un documento ufficiale, da lui redatto ogni giorno, denominato lista di proscrizione: una serie di persone sospette, più o meno fondatamente, veniva poi bandita o giustiziata.

#### Spettacoli gladiatori
Commodo aveva la passione - come la madre Faustina e lo zio e cognato Lucio Vero (co-imperatore di Marco Aurelio) - per i combattimenti gladiatori e quelli contro le bestie, al punto da scendere egli stesso nell'arena vestito da gladiatore, come l'Ercole romano indossando una pelle di leone e facendosi addestrare da Narcisso, uno dei più forti in quei tempi nei combattimenti gladiatori, impiegando quasi tutto il suo tempo rubato ai piaceri e ai gozzovigli.
Partecipò a 735 giochi, pretendendo di essere regolarmente registrato e pagato come un normale gladiatore, ma naturalmente nessuno poteva batterlo, anche grazie all'assegnazione di armi smussate e scudi manomessi; tutti i prescelti finivano inesorabilmente sconfitti, e chiunque veniva a conoscenza del trucco era inserito con un documento ufficiale in una lista di proscrizione e quindi bandito o giustiziato.
Nel corpo a corpo aveva scelto la figura del Secutor, affrontando gli avversari con elmo, scudo e spada; all'epilogo spesso fingeva di graziarli per poi mutilarli o sfregiarli. Uccise anche migliaia di animali selvaggi tra cui elefanti, rinoceronti, ippopotami, leoni, orsi, leopardi e struzzi, questi ultimi una sua passione poiché dopo essere decapitati continuavano a correre per una manciata di secondi; in una delle sue ultime apparizioni nell'arena, afferrò una testa di struzzo mostrandola ai senatori (come riportato da Cassio Dione) e proclamò che avrebbe fatto lo stesso all’intero Senato.
La partecipazione ai giochi nelle arene era considerata scandalosa dai Romani: la morale comune poneva i gladiatori nei ranghi più bassi della scala sociale. Pare che abbia ereditato tale passione dalla madre: una leggenda priva di fondamento voleva, del resto, che non fosse figlio di Marco Aurelio, ma di un gladiatore.

#### Corte imperiale e vizi privati

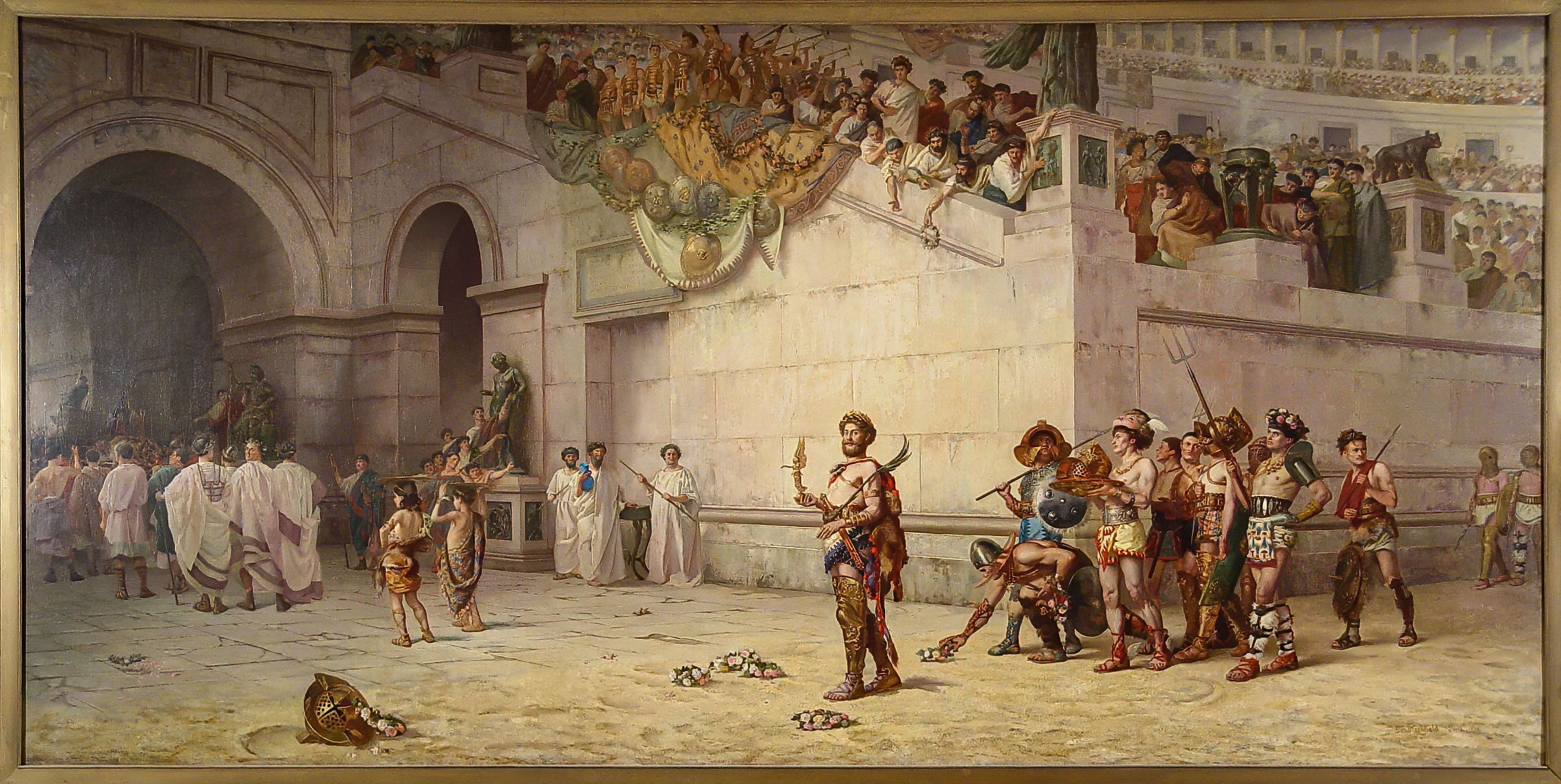
Edwin Howland Blashfield, Commodo gladiatore nell'arena

L'instabilità di Commodo non si limitava a questo "hobby". Nel 190 una parte della città di Roma fu distrutta da un incendio e Commodo colse l'opportunità per "rifondarla", chiamandola in suo onore Colonia Commodiana (come forse avrebbe voluto fare Nerone nel 64). Anche i mesi del calendario furono rinominati in suo onore, e perfino al Senato cambiò il nome in Senato della Fortuna Commodiana, mentre l'esercito divenne Esercito commodiano e così pure la flotta Classis Commodiana. Questi atteggiamenti da monarca erano considerati gravemente offensivi dal Senato.

Inoltre aveva una propensione per ciò che era sessualmente stravagante o insano; abusò di tutte le sorelle, alle sue concubine imponeva di mettersi il nome della madre Faustina durante gli amplessi, aveva allestito una sorta di harem composto da trecento ragazze e trecento ragazzi a uso della sua cerchia di amici e cortigiani, mettendo in scena spettacoli orgiastici a tema, come per esempio l'Ercole Rustico.

### Le congiure

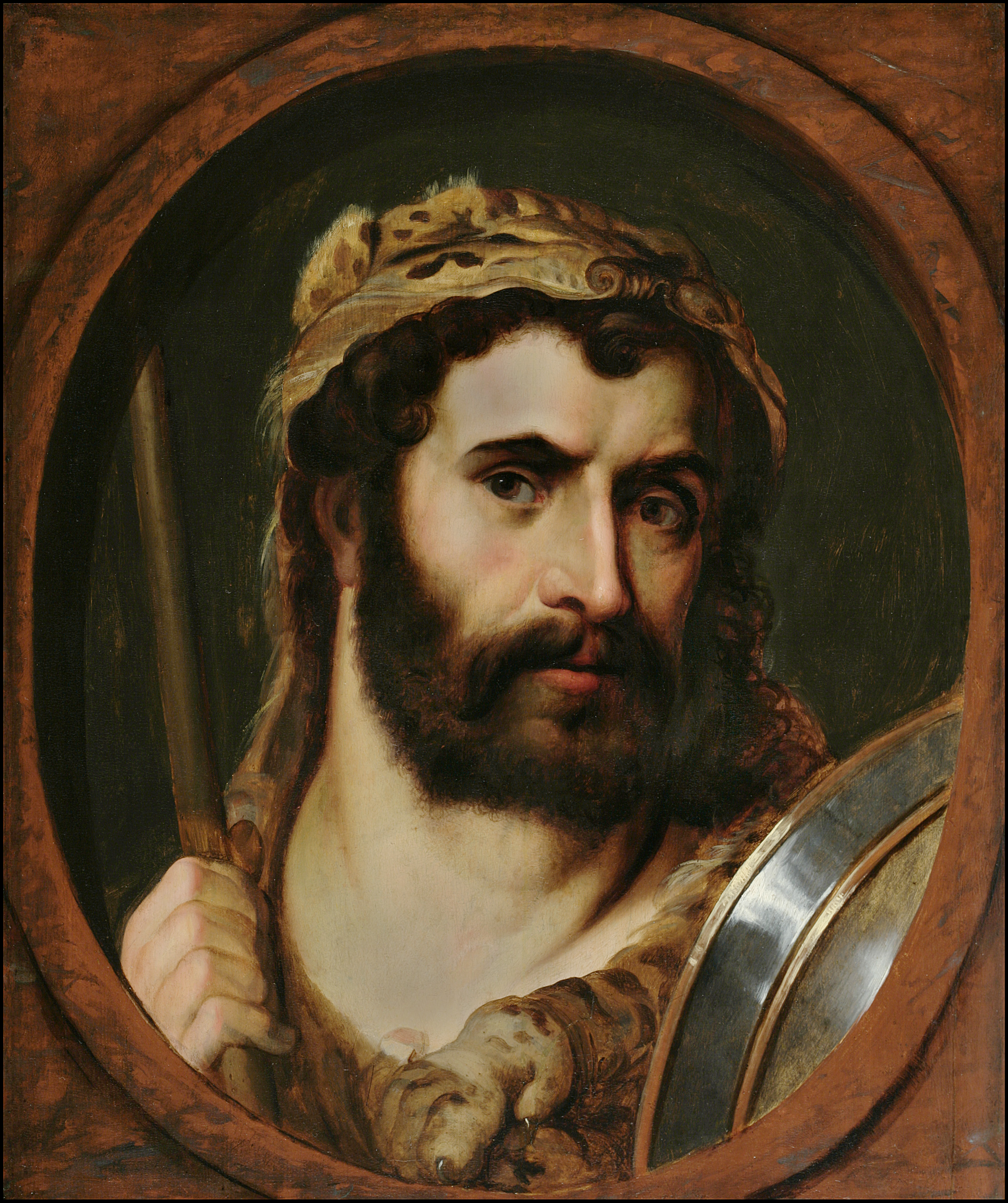
Peter Paul Rubens, Commodo

Nel 182 un gruppo di membri della famiglia imperiale riuniti intorno alla sorella Annia Aurelia Galeria Lucilla - la figlia del primo matrimonio, un nipote (figlio dell'altra sorella, Annia Cornificia Faustina Minore), il proprio cugino paterno, l'ex console Marco Numidio Quadrato e la sorella di quest'ultimo Numidia Cornificia Faustina - pianificò l'assassinio di Commodo immaginando di vedere Lucilla e suo marito come nuovi governanti di Roma. Il nipote di Quintiniano irruppe dal suo nascondiglio con un pugnale cercando di colpire Commodo. Gli disse "Qui c'è il pugnale che ti spedisce il Senato" svelando la sua intenzione prima ancora di agire. Le guardie furono più veloci di lui, fu sopraffatto e disarmato senza riuscire nemmeno a ferire l'imperatore.
Commodo ordinò la sua condanna a morte e quella di Marco Numidio Quadrato; Lucilla, sua figlia e Numidia Cornificia Faustina furono esiliate nell'isola di Capri. Un anno dopo Commodo spedì un centurione a Capri per uccidere le tre donne. Altri complotti coinvolsero di nuovo il secondo marito di Lucilla, Tiberio Claudio Pompeiano, che scampò alla repressione auto-esiliandosi. L'altra sorella che risiedeva a Roma, Fadilla, fu invece molto vicina a Commodo, e lo sostenne con il marito in qualità di consigliere.

### Caduta e morte
Nel 192 Commodo divorziò da Bruzia Crispina, facendola esiliare per adulterio. Di fronte al crescente malcontento per gli eccessi di Commodo, il prefetto del Pretorio Quinto Emilio Leto e il cubicularius Ecletto, temendo per la propria vita dopo essersi opposti alle ultime stravaganze dell'imperatore ed essere stati inseriti in una lista di proscrizione, organizzarono una congiura con Cassio Dione e numerosi altri senatori, anch'essi esasperati dallo stato delle cose. Venne ben presto coinvolta la concubina Marcia Demetria, favorita di Commodo di probabile fede cristiana (aveva spinto Commodo a interrompere le persecuzioni e a graziare papa Vittore I), cosicché, approfittando della sua prossimità al principe, si riuscisse ad avvelenarlo in modo da ucciderlo segretamente, in maniera non plateale o cruenta e senza uno scontro fisico.

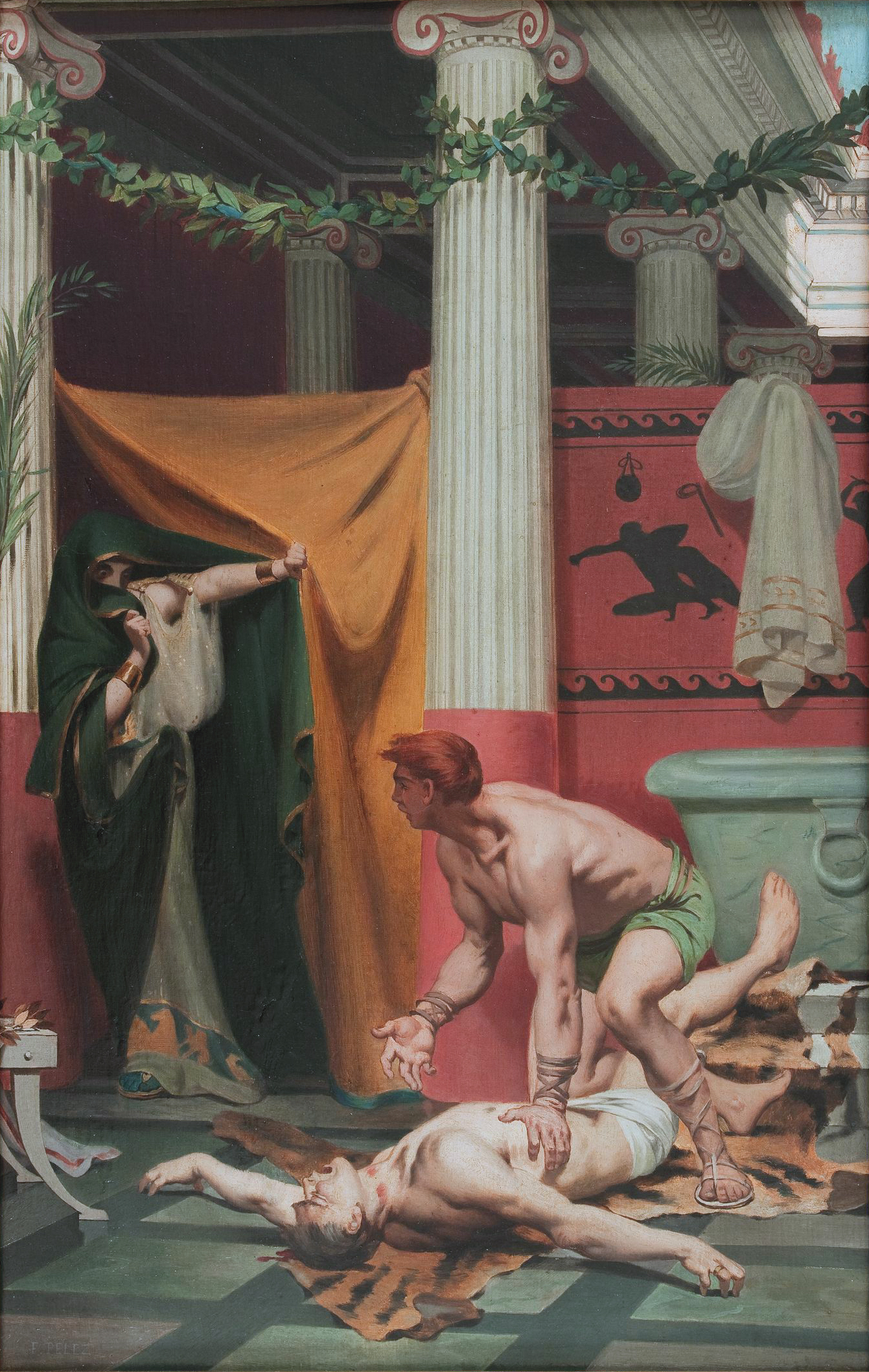
Fernand Pelez, La morte di Commodo

L'attentato venne messo in atto il 31 dicembre 192, vigilia dell'insediamento dei nuovi consoli: durante un banchetto gli venne avvelenato il vino. L'imperatore, però, credendo di sentirsi appesantito dal lauto pasto si ritirò nei suoi appartamenti e chiese ai domestici di aiutarlo a vomitare, salvandosi così inconsapevolmente. A quel punto, essendo fallito l'avvelenamento e temendo di potere essere presto scoperti, i congiurati si rivolsero al campione dei gladiatori Narcisso, istruttore personale dell'imperatore, consegnandogli una spada; il gladiatore, spinto dalla promessa di una ricca ricompensa e dalla rivalsa personale per essere stato inserito in una lista di proscrizione, uccise quella sera stessa Commodo nei bagni, forse strangolandolo o trafiggendolo. Nell'anno seguente Narcisso venne giustiziato come assassino dell'imperatore durante la guerra civile, e Marcia condannata a morte dal nuovo imperatore. Cassio Dione invece si salvò e scrisse uno dei pochissimi resoconti di queste vicende.
Il giorno successivo, 1º gennaio 193, dopo un brevissimo interregno, i congiurati sparsero la voce dell'improvvisa e provvidenziale morte dell'Imperatore per un colpo apoplettico e di come quel fortuito evento avesse evitato appena in tempo il piano di Commodo di assassinare i consoli designati, Quinto Pompeio Sosio Falcone e Gaio Giulio Erucio Claro Vibiano, per poi recarsi in Senato, accompagnato da un gladiatore e vestito egli stesso in abiti da arena, per essere assieme a questi acclamato console per l'ottava volta.
Leto ed Ecletto si recarono quindi dal Praefectus Urbi Publio Elvio Pertinace, generale e console in carica e collega dell'imperatore defunto, offrendogli la porpora imperiale. Questi, temendo dapprima per la propria vita, si convinse ad accettare solo quando, condotto al Palatino, vide il corpo di Commodo privo di vita. A Roma, la notizia della morte del Principe spinse il Senato e il popolo a chiedere che il cadavere fosse trascinato con un uncino e precipitato nel Tevere, così come voleva un'antica usanza per i nemici della Patria.
(Historia Augusta, Commodo, 19.1.)
Pertinace diede tuttavia incarico affinché Commodo fosse segretamente sepolto nel mausoleo di Adriano. Avutane notizia, il Senato dichiarò allora Commodo hostis publicus e ne decretò la damnatio memoriae: venne ripristinato il nome corretto delle istituzioni, mentre le statue e gli altri monumenti eretti dall'Imperatore defunto venivano abbattuti. Appena due anni dopo tuttavia, nel 195, l'imperatore Settimio Severo, cercando di legittimare il proprio potere ricollegandosi alla dinastia di Marco Aurelio e in aperta contrapposizione con il Senato, riabilitò la memoria di Commodo, ordinando che ne fosse decretata l'apoteosi. Commodo passò quindi dall'essere un nemico dello Stato alla condizione di divus, con un apposito flamine preposto al proprio culto. Nella titolatura imperiale Severo si proclamò figlio di Marco Aurelio e fratello di Commodo, come se vi fosse stata una regolare adozione.

## Personalità e interessi

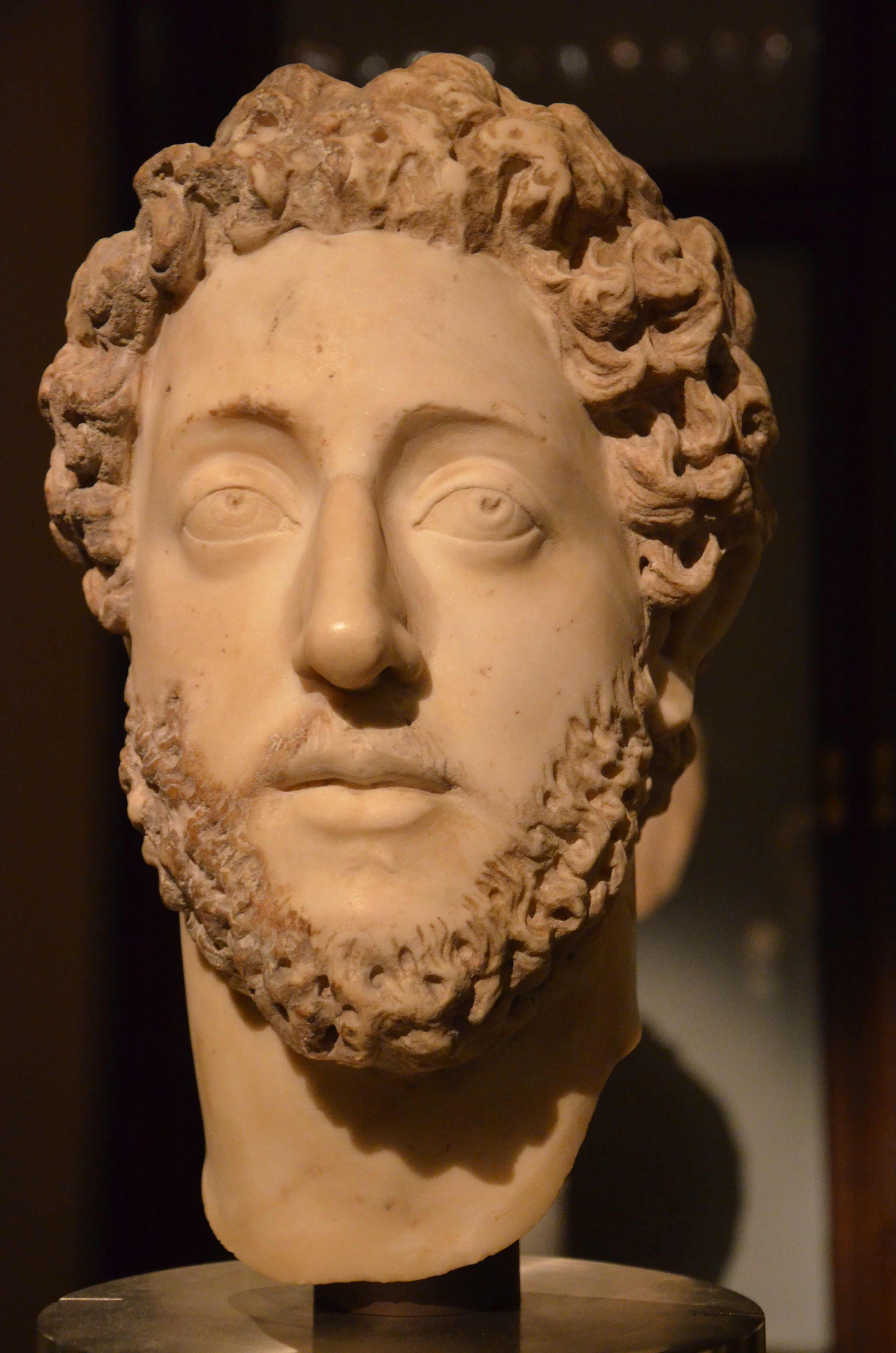
Busto di Commodo (Kunsthistorisches Museum, Vienna)

Secondo alcuni storici Commodo era ben proporzionato e attraente, con capelli biondi e ricci. Portava la barba e gli occhi erano leggermente sporgenti. Come Nerone e Caligola era considerato folle e come Domiziano e Tiberio era considerato crudele e arbitrario. Pareva strano che fosse figlio dell'imperatore filosofo Marco Aurelio e così fu messa in giro la voce che fosse il figlio naturale di un gladiatore. Per l'esattezza si disse che fosse nato da un amplesso della madre, Faustina, con un gladiatore della scuola gladiatoria di Gaeta. Di opinione diversa è Romolo Augusto Staccioli, che prende le distanze da questa supposizione.
Finché il padre fu in vita Commodo si comportò apparentemente in maniera normale, anche se si racconta che da giovane cercò di fare bruciare vivo un servo delle terme perché gli aveva preparato un bagno troppo caldo, nonché di altri comportamenti crudeli e considerati indegni (per esempio esibirsi come attore e gladiatore, frequentare prostitute, uccidere persone che non aveva in simpatia senza processo).
Tuttavia bisogna ricordare che le fonti erano tutte ostili. Da imperatore si paragonava a Ercole, scendendo nell'arena contro individui non allenati o zoppi, o uccidendo moltissimi struzzi e animali poco pericolosi, ma in alcuni casi anche elefanti. Tuttavia anche i detrattori gli riconoscono una certa destrezza nel combattimento corpo a corpo e nel tiro con l'arco. Per molti era semplicemente affascinato, come già Caligola e successivamente Eliogabalo, dalla figura ellenistica e orientale del sovrano divino (venerava il culto orientale di Mitra, nonché quelli egiziani di Iside e Anubi) e, comunque, era inadatto al governo di Roma.
Per altri aveva invece un vero squilibrio mentale e caratteriale, con comportamenti che oggi definiremmo sociopatici, cioè privi di rispetto per le regole sociali e i sentimenti altrui sebbene non fosse pazzo. Cassio Dione lo descrisse come cresciuto in un clima stoico e austero, e divenuto quindi un ribelle appena poté avere il potere, benché non fosse di indole malvagia, traviato ben presto dai suoi amici a causa della sua debolezza di carattere.

## Ascendenza
|                                  |                            |                          | Genitori                           |  |  | Nonni |  |  | Bisnonni                 |  |  | Trisnonni              |  |
|                                  |                            |                          |                                    |  |  |       |  |  | Console Marco Annio Vero |  |  | Marco Annio Vero Minor |  |
|                                  |                            |                          |                                    |  |  |       |  |  | Console Marco Annio Vero |  |  | Marco Annio Vero Minor |  |
|                                  |                            | …                        |                                    |  |  |       |  |  | Console Marco Annio Vero |  |  |                        |  |
| Pretore Marco Annio Vero         |                            |                          |                                    |  |  |       |  |  | Console Marco Annio Vero |  |  |                        |  |
|                                  |                            | Rupilia Faustina         | Lucio Scribonio Rupilio Frugi Bono |  |  |       |  |  |                          |  |  |                        |  |
|                                  |                            | Rupilia Faustina         | Lucio Scribonio Rupilio Frugi Bono |  |  |       |  |  |                          |  |  |                        |  |
|                                  |                            | Rupilia Faustina         | Salonina Matidia                   |  |  |       |  |  |                          |  |  |                        |  |
| Marco Aurelio, imperatore romano |                            | Rupilia Faustina         |                                    |  |  |       |  |  |                          |  |  |                        |  |
|                                  |                            | Tullio Domizio Calvisio  | …                                  |  |  |       |  |  |                          |  |  |                        |  |
|                                  |                            | Tullio Domizio Calvisio  | …                                  |  |  |       |  |  |                          |  |  |                        |  |
|                                  |                            | Tullio Domizio Calvisio  | …                                  |  |  |       |  |  |                          |  |  |                        |  |
| Domizia Lucilla                  |                            | Tullio Domizio Calvisio  |                                    |  |  |       |  |  |                          |  |  |                        |  |
|                                  |                            | Domitia Lucilla Maggiore | …                                  |  |  |       |  |  |                          |  |  |                        |  |
|                                  |                            | Domitia Lucilla Maggiore | …                                  |  |  |       |  |  |                          |  |  |                        |  |
|                                  |                            | Domitia Lucilla Maggiore | …                                  |  |  |       |  |  |                          |  |  |                        |  |
| Commodo, imperatore romano       |                            | Domitia Lucilla Maggiore |                                    |  |  |       |  |  |                          |  |  |                        |  |
|                                  | Console Tito Aurelio Fulvo | …                        |                                    |  |  |       |  |  |                          |  |  |                        |  |
|                                  | Console Tito Aurelio Fulvo | …                        |                                    |  |  |       |  |  |                          |  |  |                        |  |
|                                  | Console Tito Aurelio Fulvo | …                        |                                    |  |  |       |  |  |                          |  |  |                        |  |
| Antonino Pio, imperatore romano  | Console Tito Aurelio Fulvo |                          |                                    |  |  |       |  |  |                          |  |  |                        |  |
|                                  |                            | Arria Fadilla            | …                                  |  |  |       |  |  |                          |  |  |                        |  |
|                                  |                            | Arria Fadilla            | …                                  |  |  |       |  |  |                          |  |  |                        |  |
|                                  |                            | Arria Fadilla            | …                                  |  |  |       |  |  |                          |  |  |                        |  |
| Faustina Minore                  |                            | Arria Fadilla            |                                    |  |  |       |  |  |                          |  |  |                        |  |
|                                  |                            | Console Marco Annio Vero | Marco Annio Vero Minor             |  |  |       |  |  |                          |  |  |                        |  |
|                                  |                            | Console Marco Annio Vero | Marco Annio Vero Minor             |  |  |       |  |  |                          |  |  |                        |  |
|                                  |                            | Console Marco Annio Vero | …                                  |  |  |       |  |  |                          |  |  |                        |  |
| Faustina Maggiore                |                            | Console Marco Annio Vero |                                    |  |  |       |  |  |                          |  |  |                        |  |
|                                  |                            | Rupilia Faustina         | Lucio Scribonio Rupilio Frugi Bono |  |  |       |  |  |                          |  |  |                        |  |
|                                  |                            | Rupilia Faustina         | Lucio Scribonio Rupilio Frugi Bono |  |  |       |  |  |                          |  |  |                        |  |
|                                  |                            | Rupilia Faustina         | Salonina Matidia                   |  |  |       |  |  |                          |  |  |                        |  |
|                                  |                            | Rupilia Faustina         |                                    |  |  |       |  |  |                          |  |  |                        |  |

## Nella cultura di massa

### Letteratura
- Nella poesia Nota di passaggio di Manlio Sgalambro (incluso poi nel saggio Marcisce anche il pensiero), da cui Franco Battiato trasse la canzone Decline and Fall of the Roman Empire, viene citato Commodo, assieme ad altri personaggi della storia romana, come Nerone, Tito, Eliogabalo e Stilicone: Che importa la nobile indole di Tito, / se con Commodo regna ovunque la pace?.
- Commodo appare come antagonista nella saga di Rick Riordan Le sfide di Apollo.

### Filmografia moderna
- I due gladiatori (1964) interpretato da Mimmo Palmara.
- La caduta dell'Impero romano (1964) interpretato da Christopher Plummer.
- Nel 2000 compare nel film Il gladiatore, ispirato molto liberamente alla vita di Commodo, in quanto rimane ben poco fedele alle fonti antiche. Il ruolo dell'imperatore è impersonato da Joaquin Phoenix. Nella finzione cinematografica la morte di Marco Aurelio avviene per mano di Commodo stesso, mentre invece egli morì probabilmente di peste. Per l'aspetto fisico (completamente sbarbato, durante il suo regno aveva invece la barba al pari di suo padre) e alcuni aspetti (per esempio l'attrazione incestuosa per la sorella) il personaggio di Commodo appare ispirato più alla iconografia di Caligola che a quella che ci è nota tramite statue e monete. Infine, al contrario di come si vede nel film, Commodo non morì nel Colosseo, dopo circa un anno di regno, ma fu assassinato nel suo palazzo dopo dodici anni di principato, dal suo maestro gladiatore.
- Netflix ha prodotto nel 2016 la serie televisiva L'Impero romano, incentrata sulla figura di Commodo e di altri imperatori e condottieri di Roma.

### Altro
- In Ryse: Son of Rome, appare un personaggio chiamato Commodo, uno dei due figli dell'imperatore Nerone e uno degli antagonisti principali del gioco. Il Commodo in Son of Rome condivide numerosi tratti con quello della storia reale, compreso il suo amore per i giochi tra gladiatori.